# Porte de Bourgogne (Moret-sur-Loing)
La porte de Bourgogne de Moret-sur-Loing (ou Porte du Pont) est une porte de ville médiévale, situé sur la commune de Moret-Loing-et-Orvanne, de la commune déléguée de Moret-sur-Loing, dans le département français de la Seine-et-Marne.

## Localisation
La porte est située au sud-est de la vieille ville de Moret-sur-Loing, commune de Moret-Loing-et-Orvanne, dans le département de la Seine-et-Marne, en région Île-de-France, en France. Posée sur l'axe sud-est / nord-ouest, elle est dirigée vers l'extérieur en direction de la Bourgogne, sur la rive ouest de la rivière Loing. Sur cet axe, elle fait face à la porte de Samois, distante d'environ 300 mètres.

## Histoire
La porte est construite au XVe siècle vraisemblablement sous le règne de Charles VII, en même temps que le reste des fortifications.
Au XVIe siècle, elle perd son intérêt militaire et devient le bailliage royal de Moret.
La porte de Bourgogne est classée au titre des monuments historiques par la liste de 1840 et par arrêté du 12 juillet 1886.

## Description
La porte de Bourgogne diffère peu de la porte de Samois : elle a sensiblement les mêmes dimensions et la même architecture. De forme carrée, surmontée d'un toit quadrangulaire, elle est percée de deux arcades ogivales, permettant entre les deux, de faire coulisser une herse.
La porte est précédée sur l'extérieur d'un pont enjambant le Loing.
Côté extérieur, elle est flanquée de deux pilastres qui supportent la base de deux tourelles. Côté intérieur, la façade ne possède pas de pilastres, mais possède les mêmes base de tourelles. Vraisemblablement, ces tourelles existaient primitivement, positionnées aux coin d'une plate-forme qui a été remaniée pour construire le toit quadrangulaire.
Ancien bailliage, la tour abrite toujours une « cage de fer » construite en madriers de chêne de bois renforcé de fer, servant de cellule de prison, dont les archives locales relatent anecdotes et histoires « rocambolesques »,.

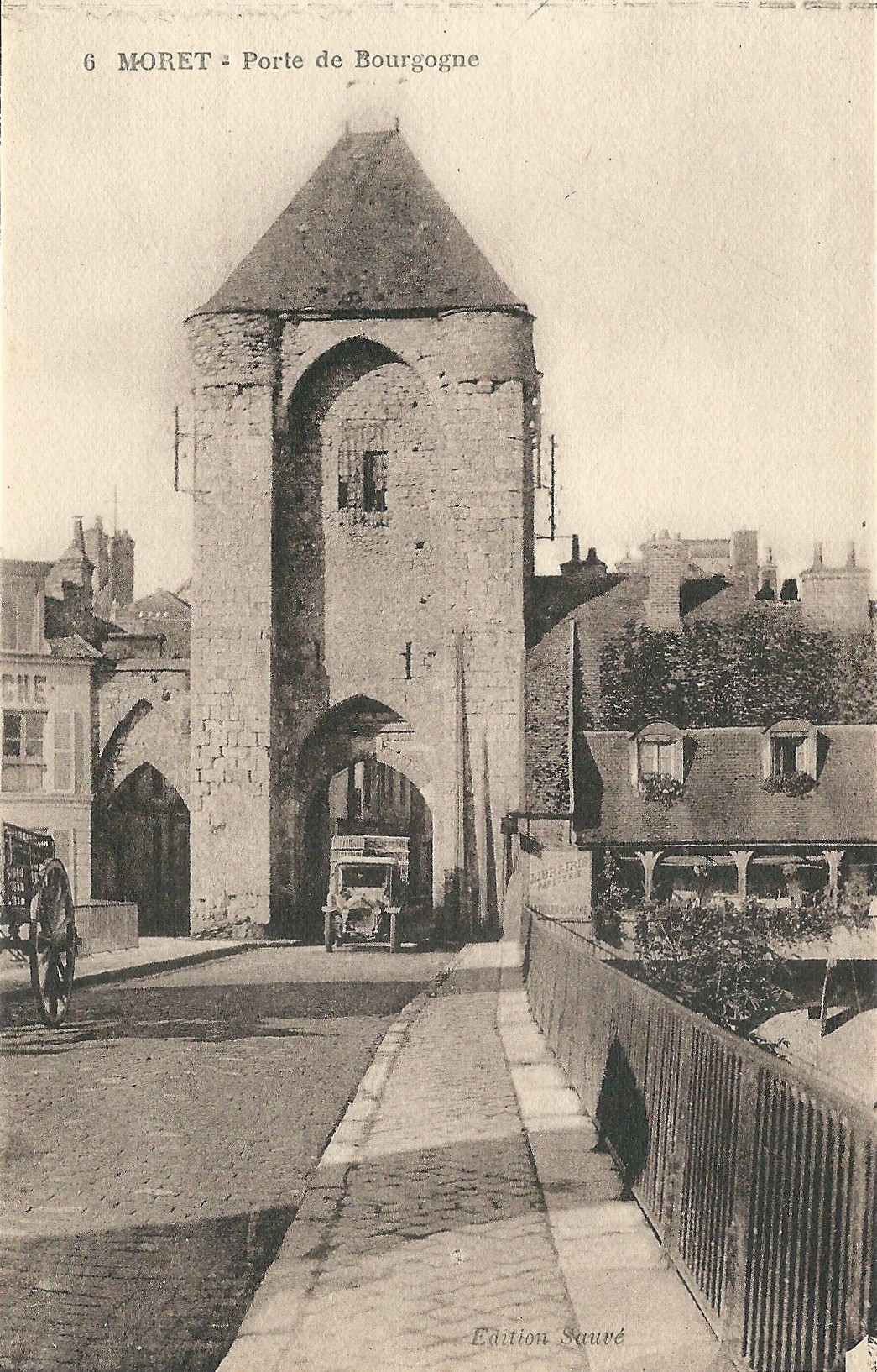
La porte en 1925
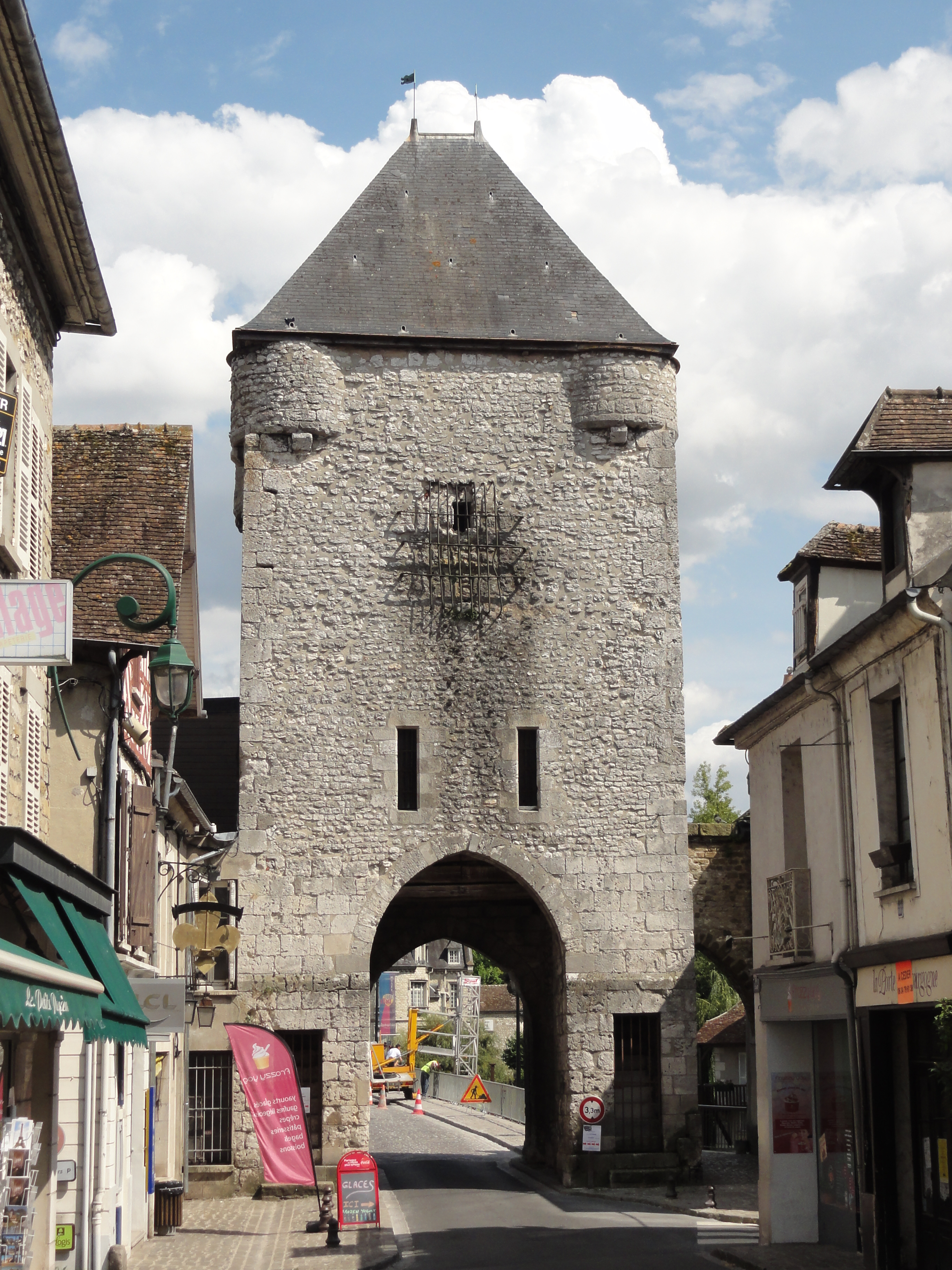
La porte vue de la ville
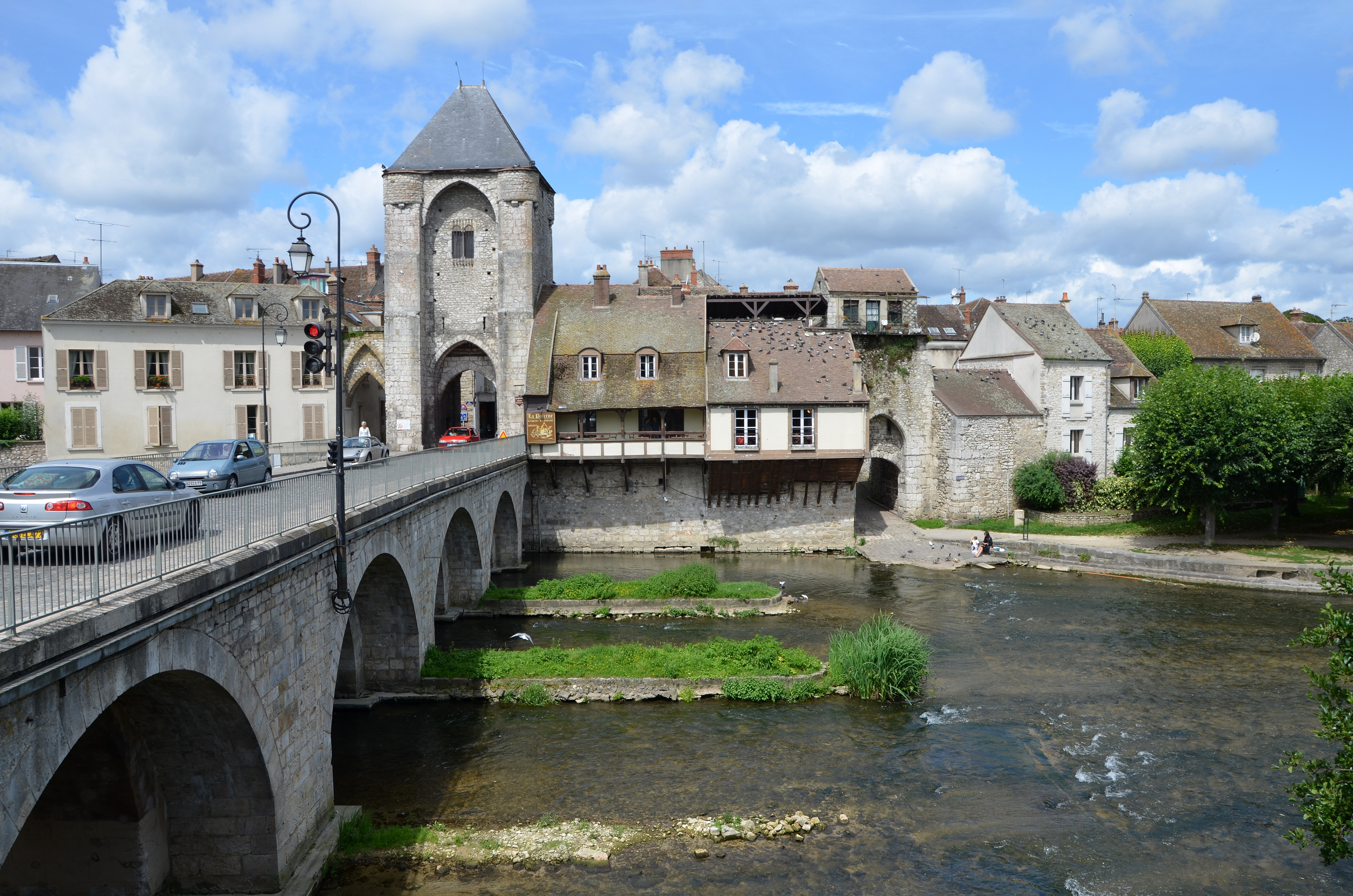
Pont de Moret-sur-Loing et porte de Bourgogne
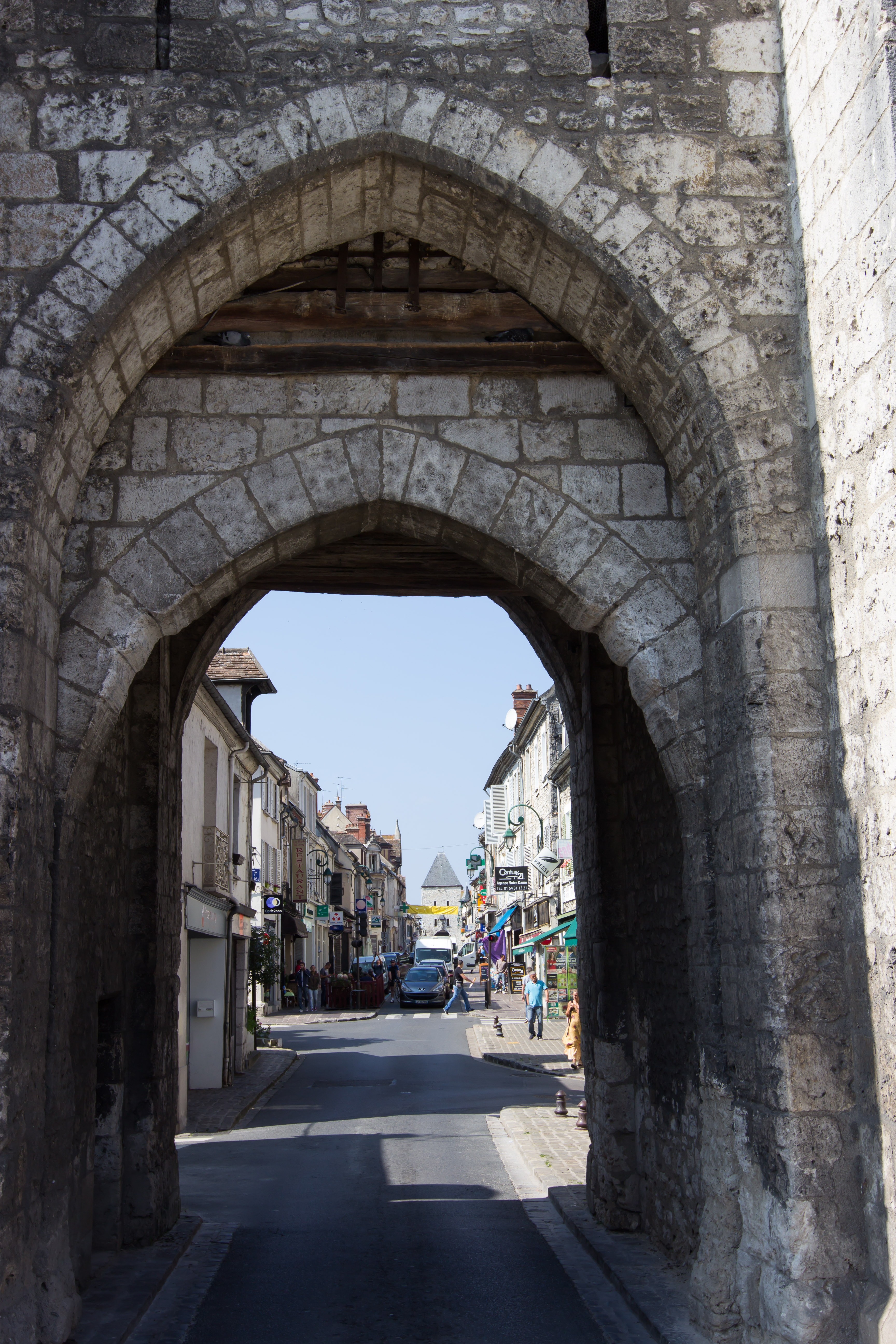
Détail des ogives